# Africophilus jansei
Africophilus jansei là một loài bọ cánh cứng trong họ Bọ nước. Loài này được Omer-Cooper & Joseph Omer-Cooper miêu tả khoa học năm 1957.